# Filmografia di Pluto
Il seguente elenco contiene tutti i film e i cortometraggi animati Disney usciti dal 1930 al 2021 contenenti le apparizioni di Pluto.
La maggior parte dei cortometraggi dal 1933 al 1951 sono quelli appartenenti alla serie cinematografica Pluto; quelli che non ne fanno parte sono caratterizzati da una nota posta dopo un trattino che ne identifica la serie di appartenenza o, se sono fuori serie o lungometraggi, il tipo.

## Anni '30
- Fuga di Topolino (The Chain Gang), regia di Burt Gillett (1930) - Mickey Mouse
- Il picnic di Topolino (The Picnic), regia di Burt Gillett (1930) - Mickey Mouse
- Rhythm e blues (Blue Rhythm), regia di Burt Gillett (1931) - Mickey Mouse
- Topolino a caccia (The Moose Hunt), regia di Burt Gillett (1931) - Mickey Mouse
- Topolino in visita (Mickey Steps Out), regia di Burt Gillett (1931) - Mickey Mouse
- Topolino pescatore di frodo (Fishin' Around), regia di Burt Gillett (1931) - Mickey Mouse
- Topolino impresario di radiofonia (The Barnyard Broadcast), regia di Burt Gillett (1931) - Mickey Mouse
- Topolino salta il pranzo (The Beach Party), regia di Burt Gillett (1931) - Mickey Mouse
- Gli orfani di Topolino (Mickey's Orphans), regia di Burt Gillett (1931) - Mickey Mouse
- Topolino e la caccia all'anatra (The Duck Hunt), regia di Burt Gillett (1932) - Mickey Mouse
- The Grocery Boy, regia di Wilfred Jackson (1932) - Mickey Mouse
- Topolino attento al cane (The Mad Dog), regia di Burt Gillett (1932) - Mickey Mouse
- La rivista di Topolino (Mickey's Revue), regia di Wilfred Jackson (1932) - Mickey Mouse
- Solo cani (Just Dogs), regia di Burt Gillett (1932) - Silly Symphonies
- L'incubo di Topolino (Mickey's Nightmare), regia di Burt Gillett (1932) - Mickey Mouse
- Trader Mickey, regia di David Hand (1932) - Mickey Mouse
- Canarino impertinente (The Wayward Canary), regia di Burt Gillett (1932) - Mickey Mouse
- Il ragazzo del Klondike (The Klondike Kid), regia di Wilfred Jackson (1932) - Mickey Mouse
- Parata dei nominati agli Oscar (Parade of the Award Nominees), regia di Joe Grant (1932)
- Buon Natale Topolino (Mickey's Good Deed), regia di Burt Gillett (1932) - Mickey Mouse
- Topolino costruttore (Building a Building), regia di David Hand (1933) - Mickey Mouse
- Topolino e lo scienziato pazzo (The Mad Doctor), regia di David Hand (1933) - Mickey Mouse
- Pluto, l'amico di Topolino (Mickey's Pal Pluto), regia di Burt Gillett (1933) - Mickey Mouse
- Serata di gala a Hollywood (Mickey's Gala Premier), regia di Burt Gillett (1933) - Mickey Mouse
- Il primo amore (Puppy Love), regia di Wilfred Jackson (1933) - Mickey Mouse
- Pluto si diverte (Playful Pluto), regia di Burt Gillett (1934) - Mickey Mouse
- Topolino papà (Mickey Plays Papa), regia di Burt Gillett (1934) - Mickey Mouse
- Topolino e il canguro (Mickey's Kangaroo), regia di David Hand (1935) - Mickey Mouse
- Topolino giardiniere (Mickey's Garden), regia di Wilfred Jackson (1935) - Mickey Mouse
- Il sogno di Pluto (Pluto's Judgement Day), regia di David Hand (1935) - Mickey Mouse
- Pattinaggio (On Ice), regia di Ben Sharpsteen (1935) - Mickey Mouse
- Partita di polo (Mickey's Polo Team), regia di David Hand (1936) - Mickey Mouse
- Topolino professore d'orchestra (Mickey's Grand Opera), regia di Wilfred Jackson (1936) - Mickey Mouse
- Topolino alpinista (Alpine Climbers), regia di David Hand (1936) - Mickey Mouse
- Paperino e Pluto (Donald and Pluto), regia di Ben Sharpsteen (1936) - Mickey Mouse
- L'elefante di Topolino (Mickey's Elephant), regia di David Hand e Hamilton Luske (1936) - Mickey Mouse
- Pluto fra i pulcini (Mother Pluto) regia di David Hand (1936) - Silly Symphonies
- La vendetta del verme (The Worm Turns), regia di Ben Sharpsteen (1937) - Mickey Mouse
- Melodie hawayane (Hawaiian Holiday), regia di Ben Sharpsteen (1937) - Mickey Mouse
- La famiglia Pluto (Pluto's Quin-puplets), regia di Ben Sharpsteen (1937) - Pluto
- Il pappagallo di Topolino (Mickey's Parrot), regia di Bill Roberts (1938) - Mickey Mouse
- Pluto eroe nazionale (Society Dog Show), regia di Bill Roberts (1939) - Mickey Mouse
- Festa a sorpresa per Topolino, regia di Hamilton Luske (1939) - Mickey Mouse cortometraggio pubblicitario per la National Biscuit Company
- Picnic sulla spiaggia (Beach Picnic), regia di Clyde Geronimi (1939) - Donald Duck
- Pluto e le papere (The Pointer), regia di Clyde Geronimi(1939) - Mickey Mouse
- The Standard Parade (1939) conclusione di un film pubblicitario per la ditta Standard Oil

## Anni '40
- La macchina lavacani (Donald's Dog Laundry), regia di Jack King (1940) - Donald Duck
- Un problema di ossi (Bone Trouble), regia di Jack Kinney (1940) - Pluto
- Paperino e lo sci d'acqua (Put-Put Troubles), regia di Riley Thomson (1940) - Donald Duck
- Paperino sui grattacieli (Window Cleaners), regia di Jack King (1940) - Donald Duck
- La casa dei sogni di Pluto (Pluto's Dream House), regia di Clyde Geronimi (1940) - Mickey Mouse
- Pluto viaggiatore clandestino (Mr. Mouse Takes a Trip), regia di Clyde Geronimi (1940) - Mickey Mouse
- Pluto e l'arrosto (Pantry Pirate), regia di Clyde Geronimi (1940) - Pluto
- Pluto e la foca (Pluto's Playmate), regia di Norman Ferguson (1941) - Pluto
- Un maggiordomo quasi perfetto (A Gentleman's Gentleman), regia di Clyde Geronimi (1941) - Mickey Mouse
- Una talpa dispettosa (Canine Caddy), regia di Clyde Geronimi (1941) - Mickey Mouse
- Porgimi la zampa (Lend a Paw), regia di Clyde Geronimi (1942) - Mickey Mouse
- Piccolo Pluto (Pluto Junior), regia di Clyde Geronimi (1942) - Pluto
- La mascotte dell'esercito (The Army Mascot), regia di Clyde Geronimi (1942) - Pluto
- Pluto sonnambulo (The Sleepwalker), regia di Clyde Geronimi (1942) - Pluto
- Out of the Frying Pan and into the Firing Line, regia di Jack King (1942) - realizzato come propaganda bellica
- Un osso per due (T-Bone for Two), regia di Clyde Geronimi (1942) - Pluto
- Pluto allo zoo (Pluto at the Zoo), regia di Clyde Geronimi (1942) - Pluto
- Pluto e l'armadillo (Pluto and the Armadillo), regia di Clyde Geronimi (1942) - Mickey Mouse
- La recluta Pluto (Private Pluto), regia di Clyde Geronimi (1943) - Pluto
- I mezzi per vincere (Victory Vehicles), regia di Jack Kinney (1943) - Goofy
- Pluto e la primavera (Springtime for Pluto), regia di Charles A. Nichols (1944) - Pluto
- Pronto soccorso (First Aiders), regia di Charles A. Nichols (1944) - Pluto
- Pluto marinaio (Dog Watch), regia di Charles A. Nichols (1945) - Pluto
- Paperino ipnotizzatore (The Eyes Have It), regia di Jack Hannah (1945) - Donald Duck
- Pluto il casanova (Canine Casanova), regia di Charles A. Nichols (1945) - Pluto
- La leggenda della Roccia del Coyote (The Legend of Coyote Rock), regia di Charles A. Nichols (1945) - Pluto
- Pluto babysitter (Canine Patrol), regia di Charles A. Nichols (1945) - Pluto
- Il cucciolo traviato (Pluto's Kid Brother), regia di Charles A. Nichols (1946) - Pluto
- Pluto salva la città (In Dutch), regia di Charles A. Nichols (1946) - Pluto
- I cacciatori cacciati (Squatter's Rights), regia di Jack Hannah (1946) - Mickey Mouse
- Il cucciolo rapito (The Purloined Pup), regia di Charles A. Nichols (1946) - Pluto
- Pluto e la tartaruga (Pluto's Housewarming), regia di Charles A. Nichols (1947) - Pluto
- Pluto e la foca (Rescue Dog), regia di Charles A. Nichols (1947) - Pluto
- Topolino fa tardi (Mickey's Delayed Date), regia di Charles A. Nichols (1947) - Mickey Mouse
- Pluto postino (Mail Dog), regia di Charles A. Nichols (1947) - Pluto
- Anche Pluto vuol cantare (Pluto's Blue Note), regia di Charles A. Nichols (1947) - Pluto
- Il tesoro di Pluto (Bone Bandit), regia di Charles A. Nichols (1948) - Pluto
- Topolino cacciatore (Mickey Down Under), regia di Charles A. Nichols (1948) - Mickey Mouse
- Missione salsiccia (Pluto's Purchase), regia di Charles A. Nichols (1948) - Pluto
- Il sonnellino di Pluto (Cat Nap Pluto), regia di Charles A. Nichols (1948) - Pluto
- Topolino e le foche (Mickey and the Seal), regia di Charles A. Nichols (1948) - Mickey Mouse
- Pluto fa la balia (Pluto's Fledgling), regia di Charles A. Nichols (1948) - Pluto
- La trappola dei cactus (Pueblo Pluto), regia di Charles A. Nichols (1949) - Pluto
- Pluto e l'oggetto misterioso (Pluto's Surprise Package), regia di Charles A. Nichols (1949) - Pluto
- Pluto, Figaro e il maglione (Pluto's Sweater), regia di Charles A. Nichols (1949) - Pluto
- La battaglia della gomma (Bubble Bee), regia di Charles A. Nichols (1949) - Pluto
- I predoni del deserto (Sheep Dog), regia di Charles A. Nichols (1949) - Pluto

## Anni '50, '90
- L'eroe innamorato (Pluto's Heart Throb), regia di Charles A. Nichols (1950) - Pluto
- Il nemico sotterraneo (Pluto and the Gopher), regia di Charles A. Nichols (1950) - Pluto
- Acrobata per amore (Wonder Dog), regia di Charles A. Nichols (1950) - Pluto
- Pluto e l'istinto primitivo (Primitive Pluto), regia di Charles A. Nichols (1950) - Pluto
- Gatti in agguato (Puss Café), regia di Charles A. Nichols (1950) - Pluto
- I desperados del Far West (Pests of the West), regia di Charles A. Nichols (1950) - Pluto
- Pluto e gli scoiattoli in guanti bianchi (Food for Feudin'), regia di Charles A. Nichols (1950) - Pluto
- Tra i due briganti il terzo pure (Camp Dog), regia di Charles A. Nichols (1950) - Pluto
- La cicogna ingombrante (Cold Storage), regia di Jack Kinney (1951) - Pluto
- Plutopia, regia di Charles A. Nichols (1951) - Pluto
- L'orsetto lavatore (R'coon Dawg), regia di Charles A. Nichols (1951) - Mickey Mouse
- Pluto e il tacchino arrosto (Cold Turkey), regia di Charles Nichols (1951) - Pluto
- Facciamo la festa a Pluto (Pluto's Party), regia di Milt Schaffer (1952) - Mickey Mouse
- Topolino e i folletti di Natale (Pluto's Christmas Tree), regia di Jack Hannah (1952) - Mickey Mouse
- Topolino e il pirata delle scogliere (The Simple Things), regia di Charles A. Nichols (1953) - Mickey Mouse
- Il principe e il povero (The Prince and the Pauper), regia di George Scribner (1990)
- Chi ha incastrato Roger Rabbit (Who Framed Roger Rabbit), regia di Robert Zemeckis (1988) - lungometraggio Classici Disney

## Altre apparizioni

### Televisione
- Il club di Topolino (Mickey Mouse Club) (1955-1996)
- Mickey Mouse Works, regia di Tony Craig e Bobs Gannaway (1999-2000)
- House of Mouse - Il Topoclub (Disney's House of Mouse), regia di Tony Craig e Bobs Gannaway (2001-2003)
- La casa di Topolino (Mickey Mouse Clubhouse) (2006-2017)
- Topolino che risate! (Have a Laugh!) (2009-2012)
- Topolino (Mickey Mouse), regia di Paul Rudish (2013-2019)
- Topolino - Strepitose avventure (Mickey Mouse Mixed-Up Adventures), regia di Phil Weinstein, Broni Likomanov (2017-2021)
- Il meraviglioso mondo di Topolino (The Wonderful World of Mickey Mouse) (2020-2022)
- Topolino - La casa del divertimento (Mickey Mouse Funhouse) (2021)

### Direct-to-video
- Topolino e la magia del Natale (Mickey's Once Upon a Christmas), regia di Bradley Raymond,  Jun Falkenstein, Bill Speers e Toby Shelton  (1999)
- Il bianco Natale di Topolino - È festa in casa Disney (Mickey's Magical Christmas: Snowed in at the House of Mouse), regia di Tony Craig e Bobs Gannaway (2001)
- Topolino & i cattivi Disney (Mickey's House of Villains), regia di Jamie Mitchell (2002)
- Topolino, Paperino, Pippo: I tre moschettieri (Mickey, Donald, Goofy: The Three Musketeers), regia di Donovan Cook (2004)
- Topolino strepitoso Natale! (Mickey's Twice Upon a Christmas), regia di Matthew O'Callaghan (2004)

## Pubblicazioni
In Italia la maggior parte dei titoli sono stati raccolti sui DVD della collezione Walt Disney Treasures: 
- Pluto, la collezione completa - Vol. 1 1930-1947 (del 2009)
- Topolino star a colori (del 2004)
- Topolino star a colori - Vol. 2 - dal 1939 ad oggi (del 2004)
- Topolino in bianco e nero - La collezione classica (del 2009)
- Semplicemente Paperino - Vol. 1 1934-1941 (del 2004)
- Semplicemente Paperino - Vol. 2 1942-1946 (del 2013)

Negli Stati Uniti, a differenza dell'Italia è stato inoltre pubblicato il DVD Pluto, la collezione completa - Vol. 2 che raccoglie tutti i filmati dal 1947-1951.